# Poznańska Piątka

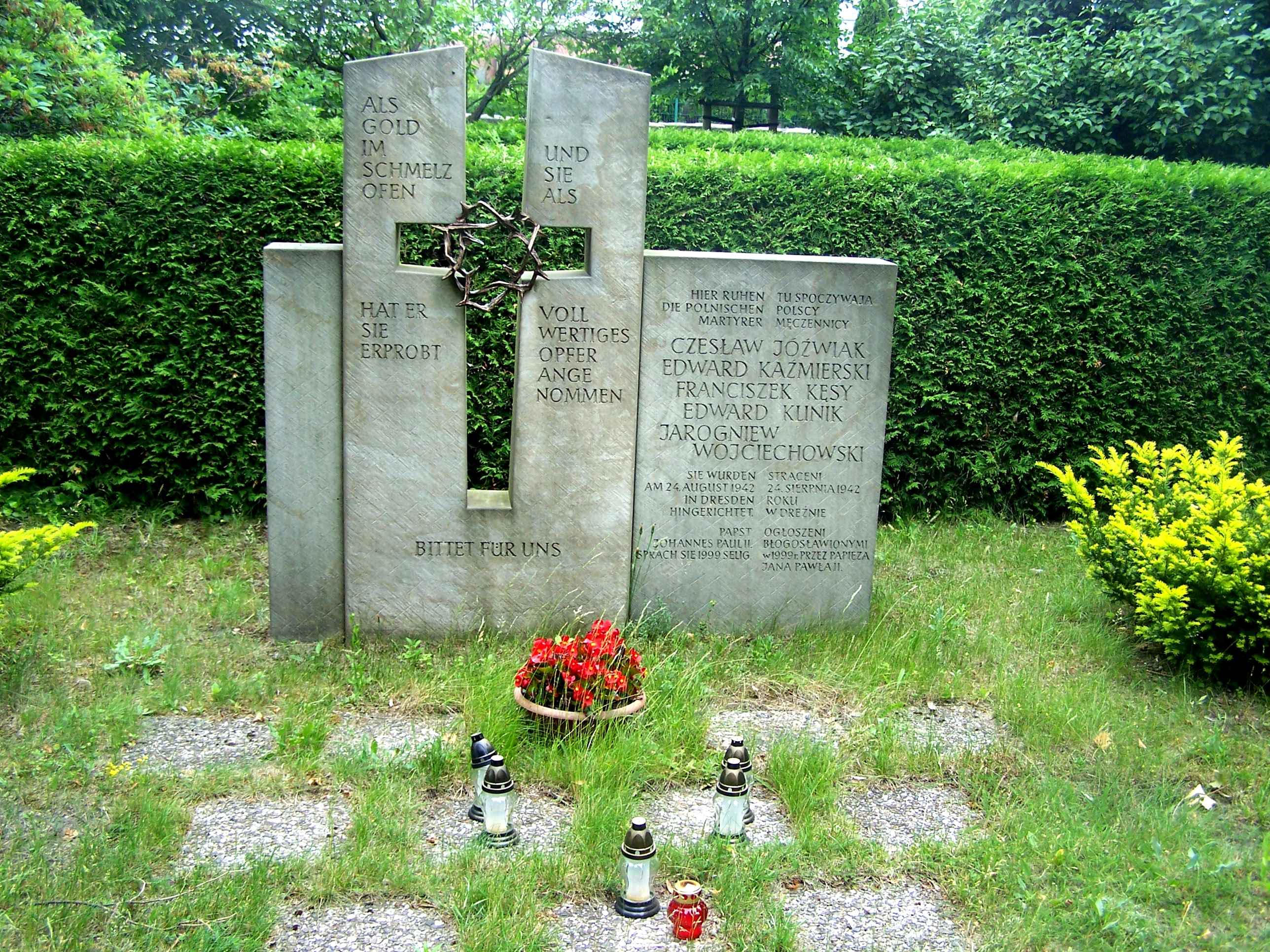
Grób Piątki

Poznańska Piątka (błogosławieni wychowankowie oratorium) – pięciu młodych wychowanków Salezjańskiego Oratorium świętego Jana Bosko w Poznaniu. Podejrzewani przez gestapo o przynależność do tajnej organizacji politycznej zostali aresztowani w dniach 21 i 23 września 1940 roku, a potem więzieni w Poznaniu, Wronkach, Berlinie, Zwickau i zamordowani w Dreźnie.
W skład Poznańskiej Piątki wchodzą:
- Bł. Czesław Jóźwiak, zginął w wieku lat 22 (1919-1942)
- Bł. Edward Kaźmierski, zginął w wieku 22 lat (1919–1942)
- Bł. Franciszek Kęsy, zginął w wieku 21 lat (1920-1942)
- Bł. Edward Klinik, zginął w wieku 23 lat (1919-1942)
- Bł. Jarogniew Wojciechowski, zginął w wieku 19 lat (1922-1942)

Działali w konspiracji. Zostali wykryci i oskarżeni o zdradę stanu jako zdrajcy Trzeciej Rzeszy. Uwięziono ich, ponieważ byli liderami katolickiej młodzieży. W więzieniu zachowali spokój i niespotykaną pogodę ducha.
24 sierpnia 1942 roku zostali zgilotynowani.
Beatyfikowani przez papieża Jana Pawła II 13 czerwca 1999 w gronie 108 polskich męczenników.
Błogosławieni z Poznańskiej Piątki są patronami parafii rzymskokatolickiej w Poznaniu oraz Zespołu Szkół Salezjańskich w Poznaniu.
W 2010 ukazał się komiks na temat losów Poznańskiej Piątki.